# (17503) Celestechild
(17503) Celestechild est un astéroïde de la ceinture principale.

## Description
(17503) Celestechild est un astéroïde de la ceinture principale. Il fut découvert le 26 mars 1992 à Siding Spring par Robert H. McNaught. Il présente une orbite caractérisée par un demi-grand axe de 2,28 UA, une excentricité de 0,25 et une inclinaison de 22,2° par rapport à l'écliptique.

## Compléments